# Вітс Рімкус
Вітс Рімкус (латис. Vīts Rimkus, нар. 21 червня 1973, Рига) — латвійський футболіст, що грав на позиції нападника.
Виступав, зокрема, за клуби «Нюрнберг», «Вентспілс» та «Вентспілс», а також національну збірну Латвії.
Чотириразовий чемпіон Латвії. Чемпіон Литви. Володар Кубка Литви.

## Клубна кар'єра
У дорослому футболі дебютував 1993 року виступами за команду «Пардаугава», в якій того року взяв участь у 14 матчах чемпіонату. 
Згодом з 1994 по 1996 рік грав у складі команд «ДАГ Рига», «Амстриг» та «Вінтертур».
Своєю грою за останню команду привернув увагу представників тренерського штабу клубу «Нюрнберг», до складу якого приєднався 1996 року. Відіграв за нюрнберзький клуб наступний сезон своєї ігрової кар'єри.
Протягом 1997—2000 років захищав кольори клубів «Ерцгебірге Ауе», «Сконто» та «Валміера». Протягом цих років виборов титул чемпіона Латвії.
У 2001 році уклав контракт з клубом «Вентспілс», у складі якого провів наступні три роки своєї кар'єри гравця.  Більшість часу, проведеного у складі «Вентспілса», був основним гравцем атакувальної ланки команди. У складі «Вентспілса» був одним з головних бомбардирів команди, маючи середню результативність на рівні 0,7 гола за гру першості.
Протягом 2005 року захищав кольори клубу «Ростов».
З 2005 року знову, цього разу чотири сезони захищав кольори клубу «Вентспілс». Граючи у складі «Вентспілса» також здебільшого виходив на поле в основному складі команди. В новому клубі був серед найкращих голеодорів, відзначаючись забитим голом в середньому щонайменше у кожній третій грі чемпіонату. За цей час додав до переліку своїх трофеїв ще три титули чемпіона Латвії.
З 2010 по 2013 рік продовжував кар'єру в клубах «Екранас», «Докса», «Юрмала», «Спартакс» (Юрмала) та «Гулбене».
Завершив ігрову кар'єру у команді «Олайне», за яку виступав протягом 2014 року.

## Виступи за збірну
У 1995 році дебютував в офіційних матчах у складі національної збірної Латвії.
У складі збірної був учасником чемпіонату Європи 2004 року у Португалії.
Загалом протягом кар'єри в національній команді, яка тривала 14 років, провів у її формі 73 матчі, забивши 11 голів.

## Титули і досягнення
- Чемпіон Латвії (4):

«Сконто»: 1998
«Вентспілс»: 2006, 2007, 2008
- Володар Кубка Латвії (4):

«Вентспілс»: 2003, 2004, 2005, 2007
- Чемпіон Литви (1):

«Екранас»: 2010
- Володар Кубка Литви (1):

«Екранас»: 2009-2010
- Найкращий бомбардир Чемпіонату Латвії (2):

«Вентспілс»: 2007, 2008